# Lai'an (socken i Kina)
Lai'an (kinesiska: 来安, 来安乡) är en socken i Kina. Den ligger i provinsen Jiangsu, i den östra delen av landet, omkring 180 kilometer norr om provinshuvudstaden Nanjing.
Genomsnittlig årsnederbörd är 1 095 millimeter. Den regnigaste månaden är juli, med i genomsnitt 233 mm nederbörd, och den torraste är januari, med 18 mm nederbörd.